# Biz Markie
Marcel Theo Hall (New York, 8 april 1964 — Baltimore (Maryland), 16 juli 2021) beter bekend als Biz Markie, was een Amerikaans rapper, dj en producer.

## Biografie
Hall werd geboren in Harlem, New York en groeide op in Long Island. Hij begon zijn carrière in 1980 en was redelijk bekend in de New Yorkse underground, maar pas toen hij zich samen met zijn vriend Big Daddy Kane bij de groep Juice Crew aansloot werd hij echt bekend. Hij scoorde een aantal hits met de Crew, maar hij wilde ook solo doorgaan. Zijn eerste soloalbum Going Off verscheen in 1988. Het album belandde in 1998 op The Source's lijst van 100 Best Rap Albums. Het volgende album liet niet lang op zich wachten en verscheen het volgende jaar. The Biz Never Sleeps werd een relatief grote hit. Ondertussen begon Biz Markie zich steeds meer te interesseren in het vak als producer en dj, hij maakte en produceerde liedjes voor verscheidene artiesten, maar heel populair werden die songs nooit.
In 1991 bracht hij het album I Need a Haircut uit, ook dat album werd een relatief groot succes, maar wereldwijd brak hij er niet mee door en dat zou hij ook niet met zijn volgende album. Tevens verloor hij in 1991 een baanbrekende rechtszaak die Gilbert O'Sullivan had aangespannen vanwege het zonder toestemming samplen van zijn nummer 'Alone Again (Naturally)'. In 2003 bracht hij zijn laatste studioalbum  Weekend Warrior uit. Daarna concentreerde hij zich op het produceren van songs.

## Ziekte en overlijden
In april 2020 werd Hall opgenomen in het ziekenhuis vanwege ernstige complicaties van diabetes type II. In december 2020 werd gemeld dat Hall in een revalidatiecentrum verbleef als gevolg van een beroerte die hij had opgelopen nadat hij in een diabetische coma was geraakt.
Op 1 juli 2021 circuleerden geruchten over zijn dood op Twitter. Zijn vertegenwoordiger vertelde Rolling Stone: "Het nieuws van het overlijden van Biz Markie is niet waar, Biz is nog steeds onder medische zorg, omringd door professionals die hard werken om de best mogelijke gezondheidszorg te bieden."
Uiteindelijk stierf Hall op 16 juli 2021 in een ziekenhuis te Baltimore.

## Discografie
Biz markie heeft in totaal vijf studioalbums gemaakt.
- 1988 - Goin' Off
- 1989 - The Biz Never Sleeps
- 1991 - I Need a Haircut
- 1993 - All Samples Cleared!
- 2003 - Weekend Warrior

- Bibliothèque nationale de France: cb139875016 (data)
- Gemeinsame Normdatei: 134661222
- International Standard Name Identifier: 0000 0000 5516 7730
- Library of Congress Control Number: n91107914
- MusicBrainz: 48b48175-5ffd-49a2-88e2-ca84118544ca
- Virtual International Authority File: 27261232
- WorldCat: E39PBJqK9BPvCyBGBPfGDJH6Kd